# Ann De Martelaer
Ann De Martelaer (Kimpangu (Congo), 20 november 1959) is een Belgisch politica voor Groen.

## Biografie
Ann De Martelaer studeerde in 1981 af als maatschappelijk assistent aan het Stedelijk Hoger Instituut voor Sociale Studie in Gent en behaalde in 2011 een postgraduaat diversiteitsmanagement aan de Katholieke Universiteit Leuven.
De Martelaer werd beroepshalve van 1982 tot 1993 maatschappelijk werker bij het OCMW van Lubbeek. Daarna was ze van 1993 tot 1999 directeur van een gezinsvervangend tehuis. 
Ze werd tevens politiek actief voor Agalev en daarna Groen en was voor deze partij van 1994 tot 1999 en van 2006 tot 2012 gemeenteraadslid van Lubbeek, waar ze van 2010 tot 2012 voorzitter van de gemeenteraad was. Na de tweede rechtstreekse Vlaamse verkiezingen van 13 juni 1999 kwam ze midden juli 1999 voor de kieskring Leuven in het Vlaams Parlement terecht als opvolgster van Magda Aelvoet, die lid werd van de federale regering. Ze bleef Vlaams volksvertegenwoordiger tot juni 2004. Tijdens haar eerste ambt als parlementslid zetelde ze als plaatsvervanger in de commissies Welzijn, Volksgezondheid en Gezin en Binnenlands Bestuur. In juni 2004 werd De Martelaer niet herkozen.
Van 2004 tot 2011 was ze vervolgens directeur van het Vlaams Gebruikersoverleg voor Personen met een Handicap. Van 2011 tot 2014 was ze vervolgens algemeen directeur van een beschutte werkplaats in Overijse en van 2011 tot 2019 was ze eindwerkbegeleider aan de hogeschool Odisee. Van 2015 tot 2017 werkte De Martelaer als vormingsmedewerker bij het Belgisch Instituut voor de Verkeersveiligheid (BIVV) en in 2017 was ze enkele maanden als stafmedewerker aan de slag bij de bijstandsorganisatie Onafhankelijk leven. Ten slotte was ze van 2018 tot 2019 stafmedewerker sensibilisatie bij de vzw GRIP, die opkomt voor gelijke rechten voor personen met een handicap.
In november 2016 werd Ann De Martelaer provincieraadslid van Vlaams-Brabant, wat ze bleef tot in 2018. In de provincieraad was ze tevens voorzitter van de commissie Welzijn. Bij de verkiezingen van 26 mei 2019 werd De Martelaer opnieuw verkozen tot Vlaams Parlementslid. Ze nam in het Vlaams Parlement opnieuw zitting in de commissie Welzijn, Volksgezondheid en Gezin. Bij de Vlaamse verkiezingen van 9 juni 2024 kwam ze niet meer op.